# پنتاکسید آرسنیک
پنتاکسید آرسنیک (به انگلیسی: Arsenic pentoxide) با فرمول شیمیایی As۲O۵ یک ترکیب شیمیایی با شناسه پاب‌کم ۱۴۷۷۱ است. که جرم مولی آن 229.8402 g/mol می‌باشد. شکل ظاهری این ترکیب، پودر سفید است.